# Wenatchee
Wenatchee (/wɛˈnætʃiː/ wen-ATCH-ee) è un comune (city) degli Stati Uniti d'America e capoluogo della contea di Chelan nello Stato di Washington. La popolazione era di 31,925 persone al censimento del 2010. Situato alla confluenza dei fiumi Columbia e Wenatchee vicino alle pendici orientali della Catena delle Cascate, Wenatchee si trova sul lato occidentale del fiume Columbia, di fronte alla città di East Wenatchee. Il fiume Columbia forma il confine tra le contee di Chelan e Douglas. Wenatchee è la principale città dell'area metropolitana di Wenatchee-East Wenatchee, che comprende le contee di Chelan e Douglas (con una popolazione totale di 110,884 persone). Tuttavia, la 'Wenatchee Valley Area' si riferisce in generale alla terra tra la diga di Rocky Reach e la diga di Rock Island su entrambe le rive del Columbia, che comprende East Wenatchee, Rock Island, e South Wenatchee.
La città prende il nome dalla tribù locale dei Wenatchi. Il nome deriva dalla parola sahaptin che significa "fiume che viene [o la cui fonte è] dal canyon" o "veste dell'arcobaleno". Awenatchela significa "le persone alla fonte [di un fiume]". La città di Wenatchee condivise il suo nome con il fiume Wenatchee, il lago Wenatchee e la foresta nazionale di Wenatchee.
Wenatchee è nota come la capitale mondiale della mela (Apple Capital of the World) a causa dei numerosi frutteti nella valle.
Famosa per aver dato i natali a Chris DeGarmo chitarrista ex Queensryche

## Geografia fisica
Wenatchee è situata a 47°25′24″N 120°19′31″W (47.423316, -120.325279).
Secondo lo United States Census Bureau, la città ha una superficie totale di 20,82 km², dei quali 20,12 km² di territorio e 0,70 km² di acqua.

## Società

### Evoluzione demografica
Secondo il censimento del 2010, c'erano 31,925 persone.

### Etnie e minoranze straniere
Secondo il censimento del 2010, la composizione etnica della città era formata dal 76,7% di bianchi, lo 0,4% di afroamericani, l'1,2% di nativi americani, l'1,1% di asiatici, lo 0,2% di oceanici, il 17,3% di altre razze, e il 3,1% di due o più etnie. Ispanici o latinos di qualunque razza erano il 29,4% della popolazione.

## Infrastrutture e trasporti
La città è servita del Pangborn Memorial Airport, ed è un importante nodo ferroviario della BNSF Railway.

## Amministrazione

### Gemellaggi
- Kuroishi
- Misawa
- Tynda
- Herrenberg
- Naju